# Macrozamia longispina
Macrozamia longispina là một loài thực vật hạt trần trong họ Zamiaceae. Loài này được P.I.Forst. & D.L.Jones mô tả khoa học đầu tiên năm 1998.